# Cuiry-Housse
Cuiry-Housse est une commune française située dans le département de l'Aisne, en région Hauts-de-France.

## Géographie

### Hydrographie

#### Réseau hydrographique
La commune est située dans le bassin Seine-Normandie. Elle est drainée par le Murton,.

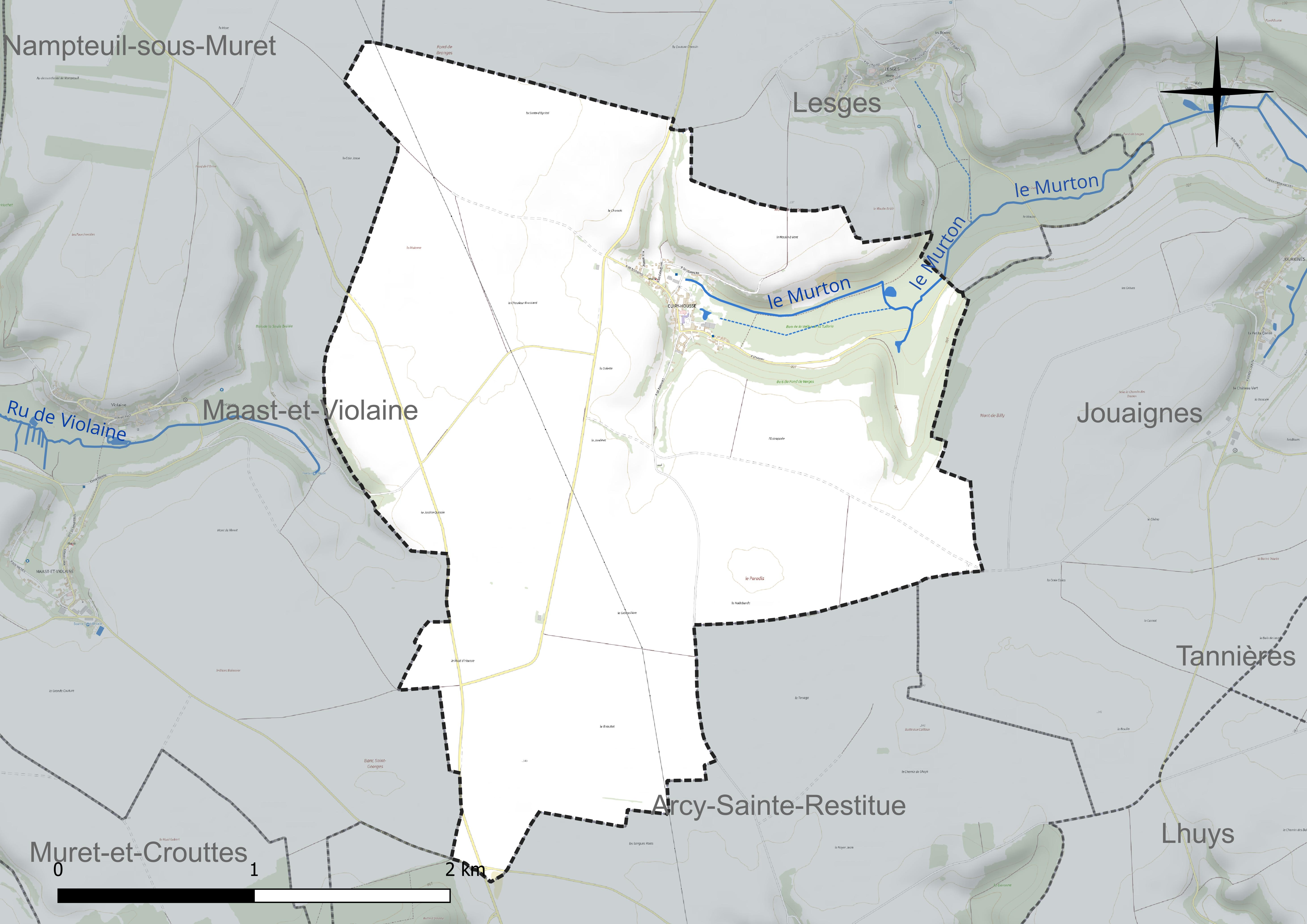
Réseau hydrographique de Cuiry-Housse.

#### Gestion et qualité des eaux
Le territoire communal est couvert par le schéma d'aménagement et de gestion des eaux (SAGE) « Aisne Vesle Suippe ». Ce document de planification, dont le territoire s'étend sur 3 096 km2 répartis sur trois départements (Aisne, Marne et Ardennes) et deux régions (Champagne-Ardenne et Picardie), a été approuvé le 16 décembre 2013. La structure porteuse de l'élaboration et de la mise en œuvre est le Syndicat d'aménagement des bassins Aisne Vesle Suippe (SIABAVES).
La qualité des cours d'eau peut être consultée sur un site spécial géré par les agences de l'eau et l'Agence française pour la biodiversité.

### Climat
Pour des articles plus généraux, voir Climat des Hauts-de-France et Climat de l'Aisne.
En 2010, le climat de la commune est de type climat océanique dégradé des plaines du Centre et du Nord, selon une étude du CNRS s'appuyant sur une série de données couvrant la période 1971-2000. En 2020, Météo-France publie une typologie des climats de la France métropolitaine dans laquelle la commune est exposée à un climat océanique altéré et est dans la région climatique Nord-est du bassin Parisien, caractérisée par un ensoleillement médiocre, une pluviométrie moyenne régulièrement répartie au cours de l'année et un hiver froid (3 °C).
Pour la période 1971-2000, la température annuelle moyenne est de 10,7 °C, avec une amplitude thermique annuelle de 14,9 °C. Le cumul annuel moyen de précipitations est de 724 mm, avec 11,9 jours de précipitations en janvier et 8,7 jours en juillet. Pour la période 1991-2020, la température moyenne annuelle observée sur la station météorologique la plus proche, située sur la commune de Braine à 6 km à vol d'oiseau, est de 11,3 °C et le cumul annuel moyen de précipitations est de 662,7 mm,. Pour l'avenir, les paramètres climatiques de la commune estimés pour 2050 selon différents scénarios d'émission de gaz à effet de serre sont consultables sur un site spécial publié par Météo-France en novembre 2022.

## Urbanisme

### Typologie
Au 1er janvier 2024, Cuiry-Housse est catégorisée commune rurale à habitat dispersé, selon la nouvelle grille communale de densité à 7 niveaux définie par l'Insee en 2022.
Elle est située hors unité urbaine et hors attraction des villes,.

### Occupation des sols
L'occupation des sols de la commune, telle qu'elle ressort de la base de données européenne d'occupation biophysique des sols Corine Land Cover (CLC), est marquée par l'importance des territoires agricoles (91,7 % en 2018), une proportion identique à celle de 1990 (91,7 %). La répartition détaillée en 2018 est la suivante : 
terres arables (87,9 %), forêts (8,3 %), zones agricoles hétérogènes (3,8 %).
L'évolution de l'occupation des sols de la commune et de ses infrastructures peut être observée sur les différentes représentations cartographiques du territoire : la carte de Cassini (XVIIIe siècle), la carte d'état-major (1820-1866) et les cartes ou photos aériennes de l'IGN pour la période actuelle (1950 à aujourd'hui).

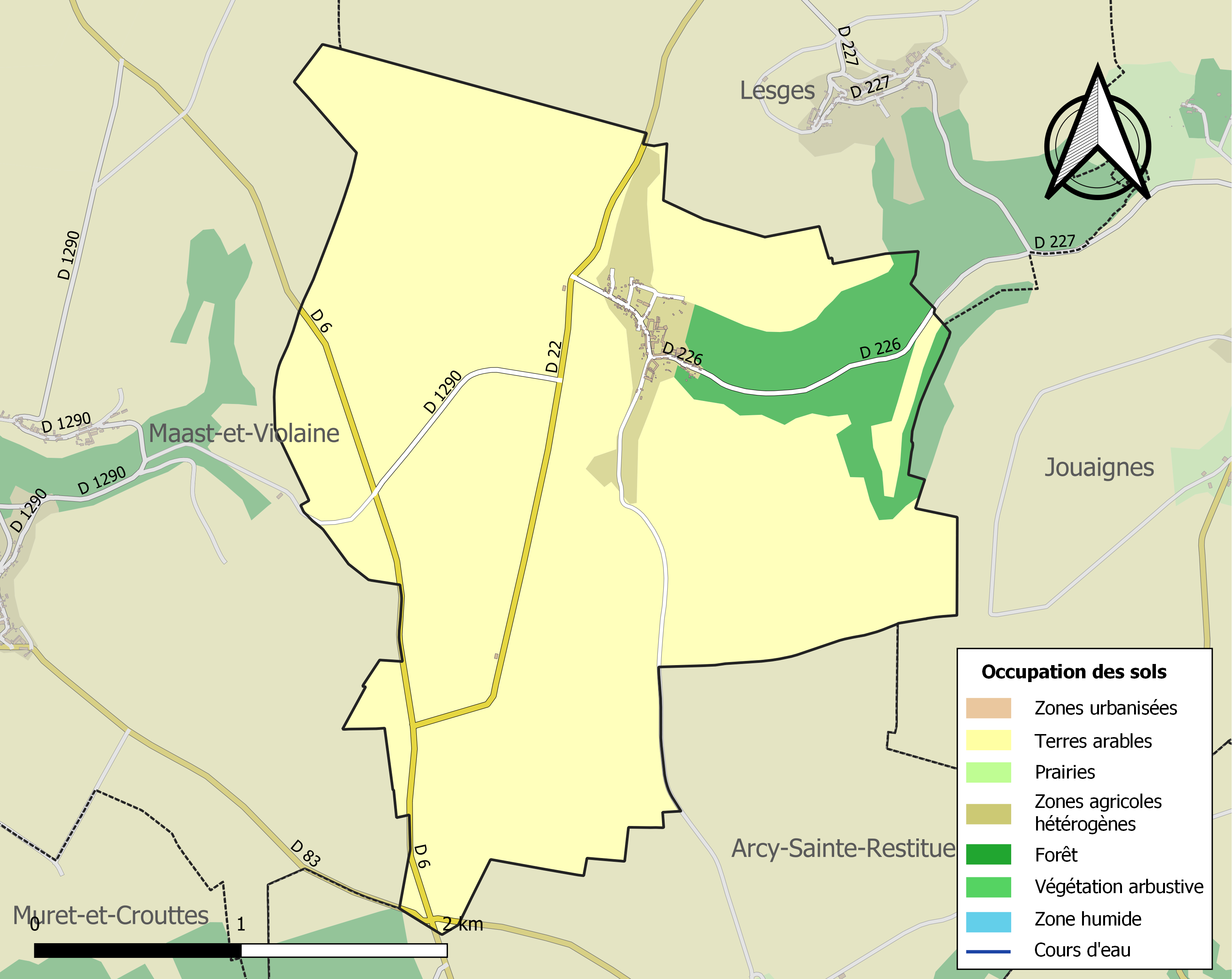
Carte des infrastructures et de l'occupation des sols de la commune en 2018 (CLC).

## Toponymie
Le nom de la localité est attesté sous les formes Curi (1147) ; Cury (1383) ; Cuyri (1608) ; Cury-Housse.

Ce toponyme provient de l'agglutination du nom de personne gallo-romain curius et du suffixe acum qui signifie : « la terre de curius », (« le prêtre de la curie »).
Housse, ancien territoire de la commune, est attesté sous la forme Terra de Houselis (1202).

Toponyme évoquant le nom du houx : du francique hulis, avec le suffixe collectif –ellum (lieu où pousse le houx).

(Housser avec des houssines, des baguettes flexibles de houx dont on se sert pour aiguillonner des animaux au labour).

## Les Hospitaliers
Le cas de cette commanderie de Curry est un peu particulière dans l'histoire du prieuré hospitalier de Saint-Jean de Latran. La donation a été enregistrée le 23 février 1627, elle a été faite par le seigneur Robert de Hennequin sans descendance et « dans le désir d'être admis et reçu en la sainte et généreuse compagnie des frères de L'Hospital de Saint-Jean-de-Jérusalem, pour y employer sa vie à l'honneur de Dieu et de l'accroissement et exaltation de son église, et pour y consacrer une partie des biens à lui par Dieu départis,. » Il était exprimé dans les conditions le fait que cette seigneurie serait érigée en commanderie et que Hennequin s'en réservait la jouissance viagère et après sa mort pour Robert de Boufflers, son neveu, ensuite qui sera aussi reçu dans l'Ordre.
La donation fut acceptée par le chevalier de Sevigny, trésorier du commun trésor au grand prieuré de France fit marquer que la nouvelle commanderie, après Robert de Hennequin et son neveu, serait réunie à la commanderie de Saint-Jean de Latran sans que celle-ci puisse en être séparée et que le bailli de la Morée et ses successeurs porteraient le titre de bailli de la Morée et du Curry. De plus l'Ordre s'engage à faire dire après la mort de Hennequin deux obits solennels au jour du décès du donateur et le 24 février avec une messe tous les samedis en la chapelle Notre-Dame de Curry. Robert de Hennequin est inhumé en la chapelle du village.
La commanderie de Curry rapportait 4 800 livres en 1757 et 11 400 livres en 1783.

## Politique et administration

### Découpage territorial
La commune de Cuiry-Housse est membre de la communauté de communes du canton d'Oulchy-le-Château, un établissement public de coopération intercommunale (EPCI) à fiscalité propre créé le 30 décembre 1994 dont le siège est à Oulchy-le-Château. Ce dernier est par ailleurs membre d'autres groupements intercommunaux.
Sur le plan administratif, elle est rattachée à l'arrondissement de Soissons, au département de l'Aisne et à la région Hauts-de-France. Sur le plan électoral, elle dépend du  canton de Villers-Cotterêts pour l'élection des conseillers départementaux, depuis le redécoupage cantonal de 2014 entré en vigueur en 2015, et de la cinquième circonscription de l'Aisne  pour les élections législatives, depuis le dernier découpage électoral de 2010.

### Administration municipale
| Période                                  | Période                       | Identité       | Étiquette | Qualité                                    |
| ---------------------------------------- | ----------------------------- | -------------- | --------- | ------------------------------------------ |
| avant 1874                               | après 1875                    | Moussu         |           |                                            |
| Les données manquantes sont à compléter. |                               |                |           |                                            |
| avant 1995                               | ?                             | Guy Bertin     | DVD       |                                            |
| mars 2001                                | mars 2014                     | Jérôme Boucher |           |                                            |
| mars 2014                                | En cours (au 12 juillet 2020) | Côme De Sutter | DVD       | Agriculteur Réélu pour le mandat 2020-2026 |

## Démographie
L'évolution du nombre d'habitants est connue à travers les recensements de la population effectués dans la commune depuis 1793. Pour les communes de moins de 10 000 habitants, une enquête de recensement portant sur toute la population est réalisée tous les cinq ans, les populations de référence des années intermédiaires étant quant à elles estimées par interpolation ou extrapolation. Pour la commune, le premier recensement exhaustif entrant dans le cadre du nouveau dispositif a été réalisé en 2007.

En 2022, la commune comptait 102 habitants, en évolution de −1,92 % par rapport à 2016 (Aisne : −1,97 %, France hors Mayotte : +2,11 %).
| 1793 | 1800 | 1806 | 1821 | 1831 | 1836 | 1841 | 1846 | 1851 |
| ---- | ---- | ---- | ---- | ---- | ---- | ---- | ---- | ---- |
| 126  | 133  | 120  | 139  | 162  | 164  | 152  | 183  | 200  |

| 1856 | 1861 | 1866 | 1872 | 1876 | 1881 | 1886 | 1891 | 1896 |
| ---- | ---- | ---- | ---- | ---- | ---- | ---- | ---- | ---- |
| 202  | 195  | 185  | 192  | 192  | 191  | 177  | 175  | 174  |

| 1901 | 1906 | 1911 | 1921 | 1926 | 1931 | 1936 | 1946 | 1954 |
| ---- | ---- | ---- | ---- | ---- | ---- | ---- | ---- | ---- |
| 214  | 218  | 243  | 202  | 251  | 273  | 293  | 241  | 221  |

| 1962 | 1968 | 1975 | 1982 | 1990 | 1999 | 2006 | 2007 | 2012 |
| ---- | ---- | ---- | ---- | ---- | ---- | ---- | ---- | ---- |
| 176  | 155  | 143  | 117  | 99   | 110  | 108  | 108  | 112  |

| 2017 | 2022 | - | - | - | - | - | - | - |
| ---- | ---- | - | - | - | - | - | - | - |
| 102  | 102  | - | - | - | - | - | - | - |

## Culture locale et patrimoine

### Lieux et monuments
Église Saint-Martin, du XIIe siècle, classée MH  depuis 1920.

## Pour approfondir